# Oxalis burtoniae
Oxalis burtoniae är en harsyreväxtart som beskrevs av Salter. Oxalis burtoniae ingår i släktet oxalisar, och familjen harsyreväxter. Inga underarter finns listade i Catalogue of Life.